# Haut-de-chausses à palettes
Ocreatus underwoodii
Espèce
Répartition géographique
Statut de conservation UICN

 LC  : Préoccupation mineure
Statut CITES
Le Haut-de-chausses à palettes (Ocreatus underwoodii) est une espèce d'oiseaux de la famille des Trochilidae.
Il est capable de voler latéralement ou en arrière. Lorsque ses ailes battent en vol, elles forment un huit. Quand il est en vol stationnaire, il bat des ailes soixante fois par seconde.

## Répartition et sous-espèces
Selon la classification de référence du Congrès ornithologique international (15.1, 2025) il se répartit en cinq sous-espèces (ordre phylogénique) du nord au sud :
- O. u. polystictus (Todd, 1942) — cordillère de la Costa (Venezuela) ;
- O. u. discifer (Heine, 1863) ;
- O. u. underwoodii (Lesson, 1832) ;
- O. u. incommodus (Kleinschmidt, 1943) ;
- O. u. melanantherus (Jardine, 1851).

## Description
Ce colibri mesure généralement entre 17 et 23 centimètres. Il pèse environ 3 grammes. Un duvet blanc, qui est sur les cuisses et sur les deux palettes situées à l'extrémité de la queue, donne d'ailleurs le nom à cet oiseau.

## Alimentation
Les Haut-de-chausses à palettes se nourrissent d'insectes et d'araignées, mais également de nectar de fleurs parfumées riche en suc. Pour les fleurs, ils préféreront les rouges. Pour se sustenter de ce nectar, ces oiseaux utilisent leur longue langue extensible, tout étant en vol. Du côté des insectes, les femelles en récoltent plusieurs milliers afin de nourrir les poussins. En effet, ils sont riches en protéines et sont essentiels pour la croissance des poussins.

## Reproduction
Pour séduire la femelle, le mâle réalise des pirouettes aériennes. Plus elles sont impressionnantes, plus le mâle séduit les femelles. Les mâles s'accouplent avec plusieurs femelles et une femelle en fait de même avec plusieurs mâles. Ce sont les femelles qui construisent le nid pour élever seules les bébés. Par ailleurs, un nid est composé de fibres et de mousses posées sur des brindilles.Il pourra être renforcé et agrandi avec des toiles d'araignées en fonction de la croissance des poussins.

## Habitat
Ses habitats sont les forêts tropicales et subtropicales humides de basses et hautes altitudes d'Amérique du sud. On le trouve aussi sur les sites d'anciennes forêts lourdement dégradées.
Un mâle protège les fleurs fraîches, dans son territoire, de l'attaque d'autres mâles et de bourdons. Il les chasse en faisant des acrobaties et des piqués hostiles.